# Sacavém
Sacavém ist eine portugiesische Stadt und ehemalige Gemeinde (freguesia) im Kreis Loures, nur wenige Kilometer nordöstlich von Portugals Hauptstadt Lissabon. Die Gemeinde hatte ein Territorium von 3,8 km² mit einer Bevölkerung von 18.538 Personen (Stand 30. Juni 2011).

## Geographie
Sacavém liegt etwas östlich der Mitte des Kreises Loures und wird durch die Nachbargemeinden Unhos im Nordwesten, Camarate im Westen, Prior Velho im Südwesten, Portela im Süden sowie Moscavide im Südosten begrenzt. Im Osten liegt der Tejo und im Norden der Rio Trancão, der früher Rio de Sacavém hieß. Auf dem nördlichen Trancão-Ufer liegt die Gemeinde Bobadela.
Neben Tejo und Rio Trancão wird die Stadt noch durch die kleineren Flüsse Ribeira do Prior Velho und Rio Alviela durchflossen, beide durchqueren das Stadtgebiet heute in unterirdischen Kanälen.
Das Oberflächenprofil ist relativ eben. Die Regionen am Tejo-Ufer liegen etwa auf Seehöhe, während die Grenze zu den Gemeinden Camarate und Unhos auf etwa 60 m ü. d. M. liegt. Nennenswerte Erhebungen sind der monte de Sintra, auf welchem das Forte de Sacavém liegt, sowie der Hügel mit dem historischen Stadtkern, der etwa 38 m ü. d. M. erreicht.
Traditionell wird Sacavém in zwei Hälften geteilt gesehen, nämlich
- Sacavém de Cima (oberes Sacavém) mit dem historischen Stadtkern rund um den Platz vor der Capela de Santo André e Nossa Senhora da Saúde, die auf einem kleinen Hügel liegt
- Sacavém de Baixo (unteres Sacavém), welches sich um Kloster und Kirche am Ufer des Trancão gebildet hat.

Daneben sind in den letzten Jahrzehnten einige Stadtbezirke hinzugekommen, nämlich Courela do Foguete, Fonte Perra, Olival Covo, Quinta Nova, Quinta do Património, Real Forte sowie Terraços da Ponte, wobei letzterer den alten und heruntergekommenen Bezirk Quinta do Mocho ersetzt hat, in welchem jahrzehntelang Bürger mit Herkunft aus den früheren afrikanischen Kolonien unter ärmsten Lebensumständen wohnten.

## Geschichte

### Prähistorie bis maurische Herrschaft
Dass Sacavém zu den am längsten besiedelten Orten Portugals gehört, ist bereits seit langem bekannt. Pinho Leal schreibt dazu in seiner monumentalen Chronik Portugal Antigo e Moderno: „Sacavém ist unbestreitbar eine sehr alte Siedlung, die schon in der Zeit der Römer existierte.“
Es gibt jedoch Hinweise darauf, dass Sacavém vielleicht bereits in der Jungsteinzeit, noch wahrscheinlicher jedoch in der Kupferzeit, besiedelt war. Sicher ist, dass sich im 1. Jahrhundert n. Chr. zwei bedeutende Römerstraßen in Sacavém kreuzten, nämlich
- die via XV, die Lissabon (damals Olisipo) mit dem heutigen Mérida (Spanien, damals Emerita Augusta) verband und damals auch durch das bedeutende Verwaltungszentrum Scalabicastrum, das heutige Santarém, führte.
- die via XVI, die Lissabon und das heutige Braga (damals Bracara Augusta), Hauptstadt des conventus Bracara in der Provinz Gallaecia, verband.

Überreste dieser beiden Römerstraßen existieren noch, sie befinden sich unter den Pflastern der Rua António Ricardo Rodrigues und der Rua José Luís de Morais, die auch Hauptachse der Stadtbildung zwischen dem Oberen Sacavém und dem Unteren Sacavém waren.
Die Bedeutung Sacavéms in dieser Zeit geht nicht zuletzt auf die Brücke über den Rio Trancão zurück, welche von den Römern errichtet worden war und welche, wie Quellen wie Francisco de Holanda und Miguel Leitão de Andrade behaupten, noch im 17. Jahrhundert existiert haben soll. Diese Brücke war die natürliche Fortführung der beiden obengenannten Straßen und verband Sacavém mit den Flussufern im nördlich des Stadtgebietes.
Der römischen Herrschaft folgte jene der Westgoten, die die Kapelle Nossa Senhora dos Prazeres bauten, unter welcher sich heute die Ruinen der Kapelle Nossa Senhora da Vitória und von maurischen Bauten befinden. Der heutige Name Sacavém dürfte aus der arabischen Sprache stammen und in der Zeit der maurischen Besetzung entstanden sein. Aus dem arabischen Wort šagabi (nächster oder Nachbar) dürfte das latinisierte sacabis, -is entstanden sein; aus dessen Akkusativ sacabem folgte das moderne Sacavém. Der Name weist darauf hin, dass Sacavém neben Lissabon eine bedeutende Stadt war. Andererseits wurden kürzlich Dokumente aus der islamischen Zeit gefunden, in denen die Stadt mit šaqaban bezeichnet wird, was der heutigen Aussprache bedeutend näher kommt.

### Reconquista und Mittelalter

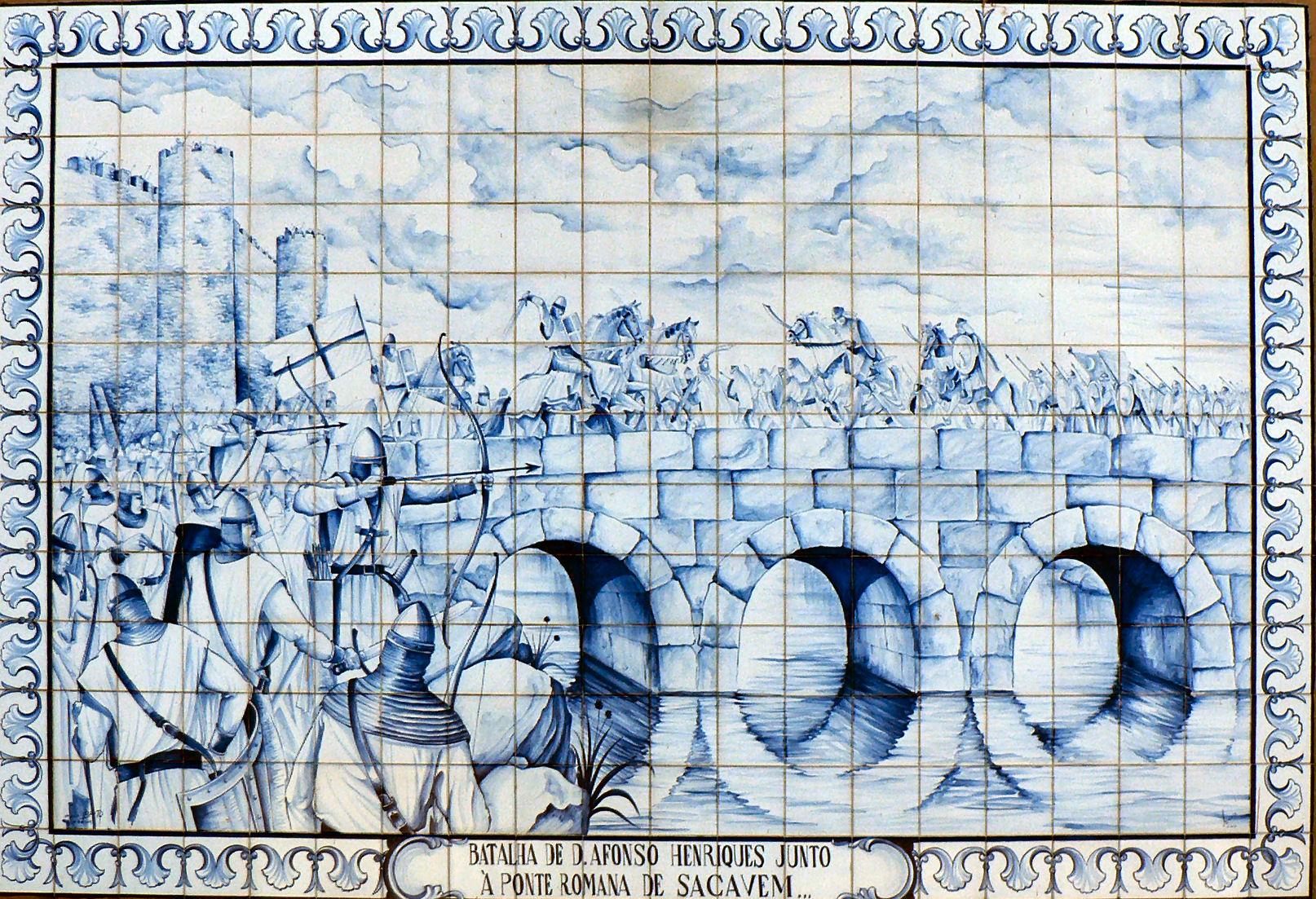
D. Afonso Henriques in der Schlacht, neben der römischen Brücke in Sacavém

Gemäß der Legende war das Ufer des Trancão Schauplatz der halb mystischen Schlacht von Sacavém zwischen König D. Afonso Henriques und den Mauren, im Oktober 1147. Die Mauren zahlenmäßig in der Überzahl (5000 Mann aus allen Teilen der Estremadura gegen 1500 Christen), wurden jedoch von den Christen in einem großen Blutbad besiegt. Dieser wundersame Sieg wird auf das Eingreifen der Mutter Gottes persönlich zurückgeführt, die während der Schlacht viele wundersame Männer erscheinen lassen haben soll. Man erzählt sich, dass Bezai Zaide, der Anführer der Mauren, in der Folge zum Christentum konvertiert sei und sogar zum ersten Kirchdiener der Kapelle Nossa Senhora dos Mártires wurde, die D. Afonso Henriques bereits wenige Tage nach der Schlacht errichten ließ.
Der König ließ ebenso die alte Kirche Igreja de Nossa Senhora dos Prazeres wiederaufbauen. Diese war während der maurischen Herrschaft zerstört worden, obwohl der christliche Glaube gegen die Zahlung von Tributen erlaubt war. Die Kirche bekam eine neue Weihe, nämlich Nossa Senhora da Vitória, und wurde Sitz einer Pfarre.
Nach der Eroberung Portugals durch D. Afonso Henriques wurde Sacavém ein königliches Lehen, das eine bedeutende Entwicklung in der Landwirtschaft nahm. Aus dieser Zeit stammt die erste dokumentarische Erwähnung Sacavéms, nämlich in einem Dokument von König D. Sancho I., in welchem die Kirche Nossa Senhora da Vitória de Sacavém als Teil der Ländereien genannt wird, die geteilt wurden, um die häufigen Streitfälle zwischen dem Bischof von Lissabon und der lokalen Kirchenverwaltung zu schlichten.
Pinho Leal berichtet, dass Sacavém im 12. Jahrhundert eine Gemeinde mit 900 Haushalten war, was jedoch heute für diese Zeit als zu hoch angesehen wird. Während des 13. Jahrhunderts muss es in Sacavém eine bedeutende jüdische Gemeinde gegeben haben, die in einem Ghetto lebte. Ebenso gibt es Hinweise auf ein Asyl für Leprakranke und eine Kapelle, die dem Apostel Andreas geweiht waren, und ein Armenasyl. Die Trinkwasserversorgung erfolgte teils aus dem Trancão, teils aus dem Brunnen Poço dos Trapos.
Zu Ende des 13. Jahrhunderts (1288) gehört der Prior von Sacavém zu jenen, die sich bei Papst Nikolaus IV. um die Einrichtung eines studium generale in Lissabon einsetzen.
Am Ende des 14. Jahrhunderts wurde das Lehen Sacavém von D. Fernando I. an seine spätere Frau Leonore Teles de Menezes verpfändet. Obwohl der Ort damals also zum Einflussgebiet der Königin gehörte, unterstützte er den späteren König João I. in seinem Machtkampf. Nach dessen Triumph 1385 wurde Sacavém administrativ zu Lissabon geschlagen. São João da Talha spaltete sich ab und ging ins Herrschaftsgebiet von Nuno Álvares Pereira. Sacavém wurde somit ein Lehen des mächtigen Hauses Braganza. Die Grafen von Bragança bekamen durch diese Lehen einige Rechte, etwa zur Bestimmung des lokalen Priors oder zur Einhebung einer Gebühr für die Benutzung der Brücke über den Rio Trancão. Nach dem Einsturz der Römerbrücke wurde die Überquerung des Flusses durch Fähren abgewickelt, wobei der Graf den Fährleuten die Geschäftserlaubnis um 300.000 Real verkaufte. Zu Beginn belief sich der Fährpreis auf 3 Real pro Reiter. Später entschied der Graf, den Fährpreis auf 5 Real pro Fußgänger, 20 Real pro Reiter oder Zugtier und 40 Real pro Wagen zu erhöhen.
Aus dem 15. und 16. Jahrhundert sind mehrere urkundliche Erwähnungen überliefert. So schreiben die Chroniken von Duarte Nunes de Leão und Rui de Pina, dass die königliche Familie 1415 nach Sacavém floh, als in Lissabon eine Pest ausbrach. Die Königin Philippa of Lancaster soll in der Einsiedelei von Sacavém an der Pest gestorben sei, noch bevor König D. João I. nach Marokko aufbrach, um Ceuta zu erobern. Der Chronist Gomes Eanes de Zurara berichtet jedoch, dass die königliche Familie nach Odivelas, und nicht nach Sacavém, geflohen sei und dass die Königin auch dort gestorben sei.

### 20. und 21. Jahrhundert
Sacavém spielte auch eine Rolle in der Nelkenrevolution 1974 und den darauffolgenden Geschehnissen. So befand sich eine Kaserne der RALIS im heutigen Portela de Sacavém. Am 15. November des gleichen Jahres schwor hier das Militär den Fahneneid mit geballter Faust, broch damit die Regeln der Armee und drückte seinen Ungehorsam aus. Am 25. November wurde die Kaserne von Einheiten, die einer moderaten Fraktion der MFA nahestanden, besetzt. Deren Anführer war der spätere General Eanes. Eine der Auswirkungen der Nelkenrevolution auf Sacavém war die Umbenennung von Straßen und Plätzen der Stadt, so bekamen einige Straßen die Namen von antifaschistischen Arbeitern der Keramikfabrik oder von bedeutenden Anführern der Linksbewegung (etwa Salvador Allende).
Ab der Mitte des 20. Jahrhunderts begann Sacavém, von der Errichtung der Verkehrsinfrastruktur um Lissabon zu profitieren. So liegt der Flughafen Lissabon im heutigen Portela de Sacavém, und die Nord-Autobahn A1 sowie die Nationalstraße 10 führen durch das Gemeindegebiet. Dies brachte neben der Ansiedelung neuer Wirtschaftsunternehmen auch ein starkes Wachstum der Bevölkerung mit sich – zwischen 1950 und 1970 vervierfachte sich die Einwohnerzahl. Damit einhergehend brach eine rege, unregulierte Bautätigkeit aus, die das Stadtbild bis heute mitprägt. In den 1980er Jahren stabilisierte sich die Einwohnerzahl dann etwa bei 25.000 Einwohnern.
Die 1990er Jahre brachten Sacavém zwei bedeutende Ereignisse. Am 4. Juni 1997 wurde Sacavém, gleichzeitig mit Alcácer do Sal, Fátima, Sines und Vila Nova de Foz Côa, zur Stadt erhoben.

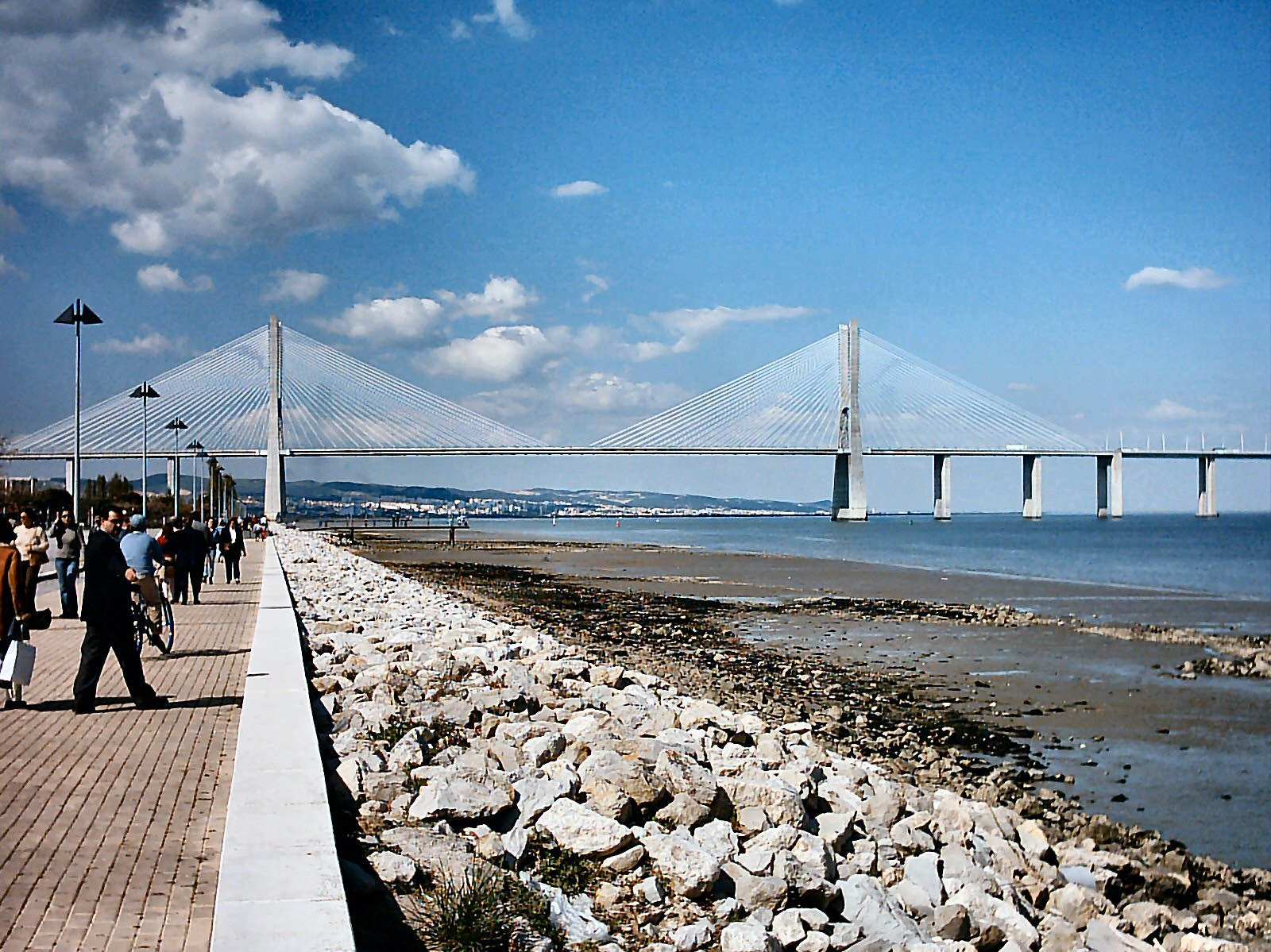
Die Ponte Vasco da Gama

Der Ostteil des Gemeindegebietes wurde in die Ausstellungsfläche der Weltausstellung Expo 98 integriert, wozu der heutige Parque das Nações gehört. Im Zuge der Vorbereitungen für die Expo wurden neue Verkehrswege errichtet, besonders die im März eingeweihte Tejo-Brücke Ponte Vasco da Gama die Sacavém mit Montijo verbindet, und weitere Straßen wie die CRIL (Circular Regional Interior de Lisboa), oder die Verlagerung der Estrada Nacional 10. Diese Investitionen brachten eine bedeutende Verbesserung der Verkehrsanbindung der Gemeinde mit sich.
Am 29. September 2013 wurden die Gemeinden Sacavém und Prior Velho zur neuen Gemeinde União das Freguesias de Sacavém e Prior Velho zusammengeschlossen. Sacavém ist Sitz dieser neu gebildeten Gemeinde.

## Märkte und Feste
Sacavém hatte einmal drei jährliche Feste:
- am Sonntag des Espírito Santo, eines der populärsten und meistbesuchten in der Region um Lissabon, zusammen mit den Feierlichkeiten für Nossa Senhora da Saúde (jeweils am ersten Septembersonntag) war dies einer der bedeutendsten Momente im Leben der Stadt.
- der 14. August
- der 14. September

Alle drei dauerten jeweils drei Tage.
Seit 1887 gibt es an jedem dritten Sonntag des Monats einen großen Viehmarkt auf einem großen Platz in Sacavém. Dieser Markt fand bis 1887 in Charneca statt und zog nach Sacavém, als Charneca dem Bezirk Lissabon zugeschlagen wurde, wo Viehmärkte nicht mehr erlaubt waren.
Momentan gibt es in Sacavém jeden Dienstag, jeden Freitag und jeden Samstagmorgen den Markt Mercado de Levante. Auf diesem Markt werden vor allem Bekleidung und Lebensmittel gehandelt. Er befindet sich auf einem eigens für diesen Zweck asphaltierten Platz unter einem der Viadukte, die den Verkehr auf die Ponte Vasco da Gama leiten.

## Kultur
Das Keramik-Museum von Sacavém hat die Aufgabe, den Nachlass der alten Keramikfabrik zu bewahren. Die Fabrik wurde 1983 geschlossen, nachdem der Geschäftsführer der Fabrik, Monteiro Pereira, am 6. Oktober 1982 vor seinem Haus in Almada mit einer Maschinengewehrsalve ermordet wurde. Das Attentat, das auf das Konto der Terrorgruppe Forças Populares - 25 de Abril geht, hatte die Schließung der Fabrik und die öffentliche Versteigerung ihres Eigentums zur Folge. Während der größte Teil der alten Fabrik bereits einer anderen baulichen Nutzung zugeführt worden waren, sind die letzten verbliebenen Reste im Jahr 2000 zu einem Museum umgewandelt worden. Zentrum ist der alte Brennofen Nr. 18. Das Museum wurde bereits mit einem internationalen Preis ausgezeichnet.
Seit 2004 ist der Ostteil der Gemeinde (der Parque do Trancão, Teil des Parque das Nações) Veranstaltungsort des Festivals Super Bock Super Rock, welches von der portugiesischen Biermarke Super Bock gesponsert wird. Bisher traten heimische Rockmusik-Größen wie Blasted Mechanism oder The Gift auf, daneben spielten ausländische Gruppen wie Fatboy Slim, Incubus, Lenny Kravitz, Linkin Park, Marilyn Manson, Moby, New Order, System of a Down oder The Prodigy.

## Religion

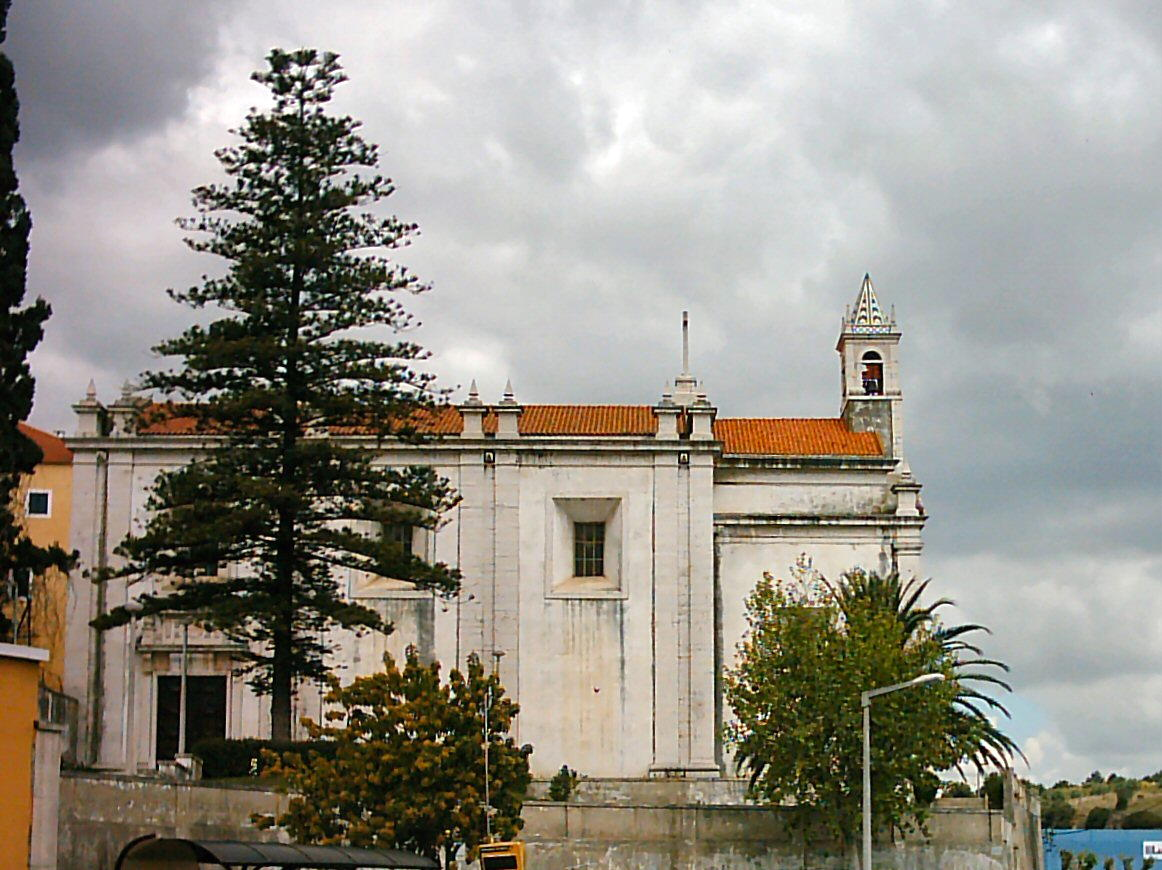
Igreja de Nossa Senhora da Purificação

Die Stadt Sacavém hat Nossa Senhora da Purificação (Maria) zu ihrem Schutzpatron. Ihr ist die wichtigste Kirche der Stadt, die Igreja Matriz Paroquial de Nossa Senhora da Purificação geweiht, welche sich im unteren Sacavém, am Ufer des Trancão befindet. Die Weihe wurde aus Anlass der Erhebung der Konventskirche zur Pfarrkirche am 11. April 1863 vorgenommen, nachdem die Pfarre von Sacavém darum angesucht hatte, und der Patriarch von Lissabon, Manuel Bento Rodrigues, das Ansuchen genehmigt hatte.
Verehrt wird Maria in Sacavém als Nossa Senhora da Saúde, ihr ist zusammen mit Santo André im historischen Stadtzentrum (oberes Sacavém) eine Kapelle geweiht. Zu Ehren von Nossa Senhora da Saúde gibt es jährlich, am ersten Septembersonntag, eine große Feier. Diese Popularität geht auf die Legende zurück, dass nach dem Ausbruch einer Beulenpest so viele Tote zu beerdigen waren, dass der Raum für die Bestattungen nicht reichte. Man entschied sich deshalb dazu, die Toten in der Nähe der Kirche zu bestatten. Die Totengräber erschienen mit einer Statue der Mutter Gottes, kurz darauf bildete sich eine spontane Prozession zu Ehren Marias, um selbige um ihren Schutz zu bitten. Dies soll die Pest gestoppt haben, Jungfrau Maria wurde seitdem als Nossa Senhora da Saúde verehrt.
Die Verehrung von Andreas geht darauf zurück, dass im Mittelalter neben der heutigen Kapelle ein Asyl für Leprakranke war. Der Schutzpatron dieses Asyles war Andreas.

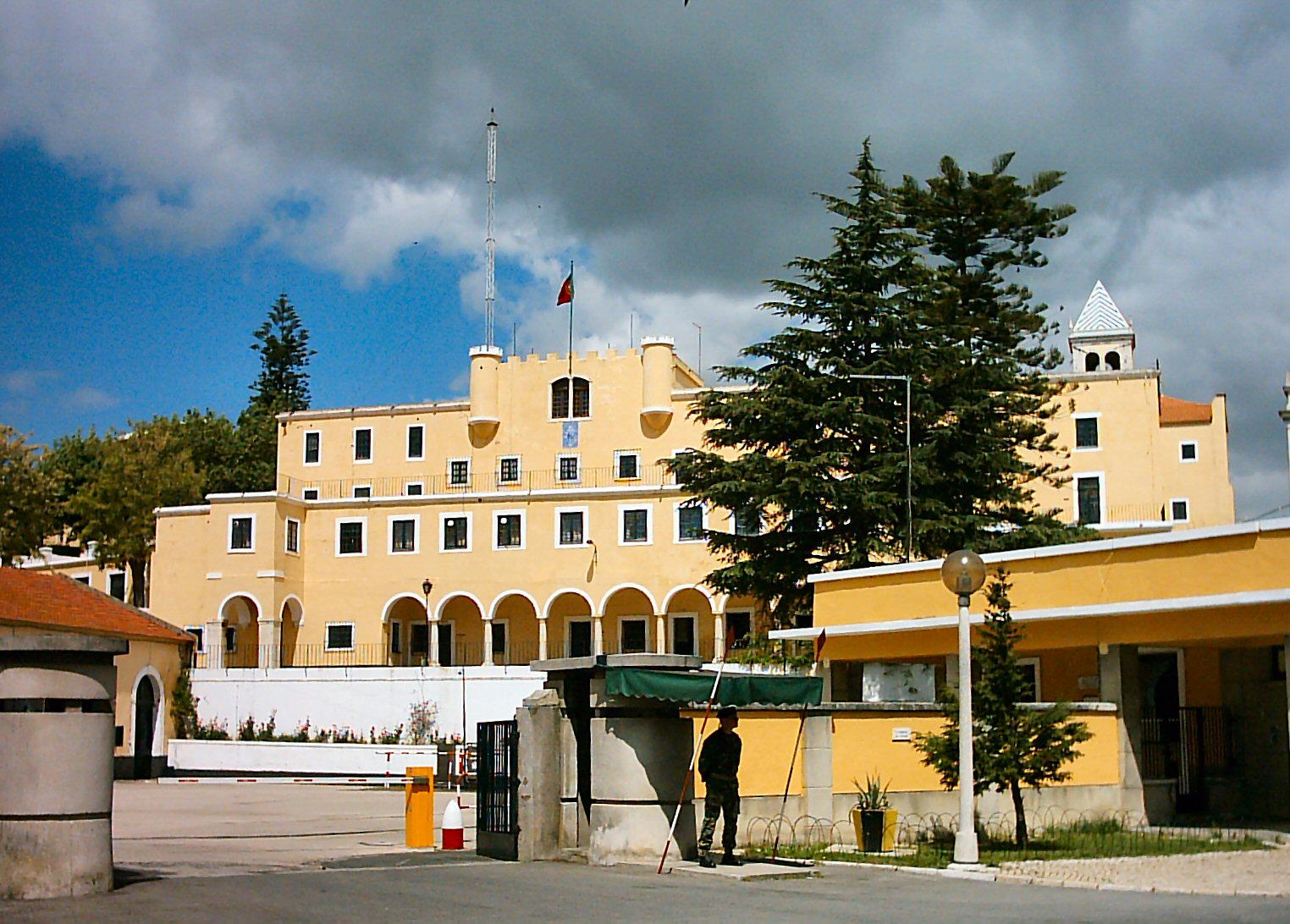
Kloster Convento de Nossa Senhora dos Mártires e da Conceição dos Milagres

Das Kloster Convento de Nossa Senhora dos Mártires e da Conceição dos Milagres ist bekannt für seine Azuleijo-Kunst aus dem 16. bis 18. Jahrhundert in seinen Innenhöfen und im Kapitelsaal. Das Kloster wurde im 16. Jahrhundert errichtet, nachdem sich auf dem gleichen Platz eine Einsiedelei befunden hatte, die D. Afonso Henriques nach der Schlacht am Rio Sacavém gegen die Mauren errichten ließ und die 1577 abgerissen wurde.

## Verwaltung

### Entstehung der territorialen Ausdehnung
Sacavém ist eine der ältesten Pfarren Portugals und war somit schon bei Gründung der portugiesischen Nation ein Verwaltungszentrum, das etwa ein Territorium von 30 km² administrierte. Viele der damaligen Siedlungen sind heute eigenständige Gemeinden, nämlich Bobadela, Camarate, Moscavide, Prior Velho, Portela, São João da Talha und wahrscheinlich auch Olivais.
Es gibt Dokumente, welche belegen, dass Sacavém damals schon an São Silvestre de Unhos (wozu damals auch das heutige Apelação gehörte), São Julião de Frielas und Santa Maria de Loures (genauer an Póvoa de Loures, das heutige Póvoa de Santo Adrião, damals ein Ort der Gemeinde Loures) grenzte.
Die Nordgrenze der Pfarre Sacavém dürfte mit der Grenze der heutigen Gemeinde São João da Talha. Über die Südgrenze der Pfarre weiß man nicht viel, wahrscheinlich gehörte ein Großteil (wenn nicht alles) der heutigen Gemeinde Santa Maria dos Olivais zu Sacavém, was bedeuten würde, dass die Nachbarpfarren damals São Bartolomeu da Charneca, São João Baptista do Lumiar, Santos Reis Magos do Campo Grande, São Jorge de Arroios und São Bartolomeu do Beato waren.
Schrittweise wurden weite Teile des Territoriums abgetrennt, bis Sacavém auf seine heutige Größe geschrumpft war. So wurde bereits 1388 die Gemeinde São João da Talha unabhängig und nahm damals auch das Gebiet des heutigen Bobadela mit.

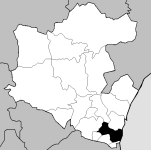
Lage der Gemeinde Sacavém im Kreis Loures

Wenige Jahre später, am 6. Mai 1397 gründete der Erzbischof von Lissabon, D. João Anes, die Pfarre Santa Maria dos Olivais und trennte damit ein weiteres großes Stück von Sacavém ab. Am 1. Mai 1511 bekam Camarate, nach einem Erlass von König D. Manuel I. seine administrative Unabhängigkeit.
Die letzten Abteilungen geschahen im 20. Jahrhundert, mit der Schaffung der Gemeinden Portela am 1. Januar 1986 und Prior Velho im Jahr 1989. Hier folgte Sacavém der allgemeinen Tendenz in Portugal, die Wähler und ihre Vertreter durch die Schaffung kleinerer Wahlkreise einander näher zu bringen.

## Verkehr

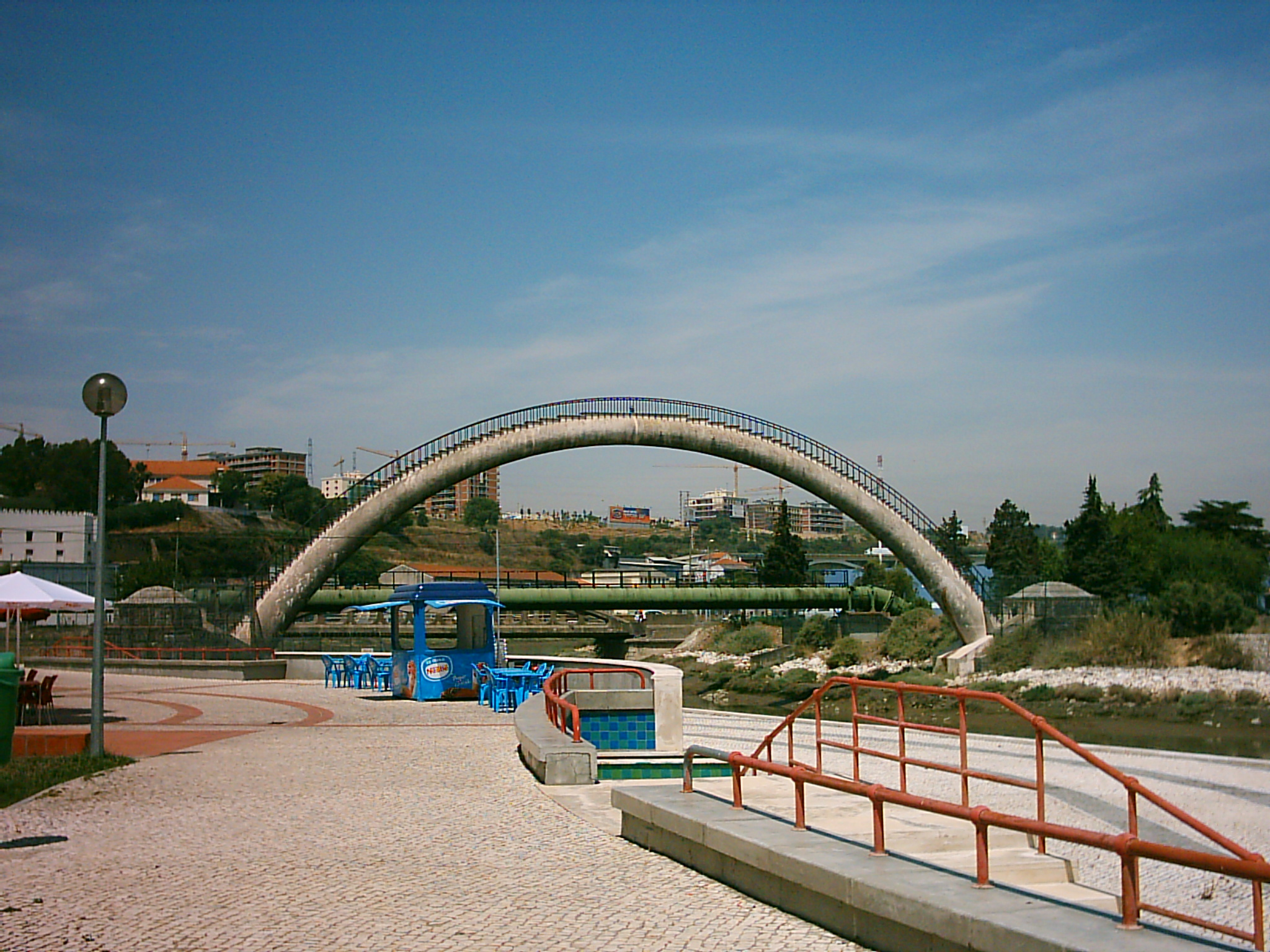
Fußgängerbrücke über den Rio Trancão

Sacavém wird, da es im Ballungsgebiet Lissabon liegt, von einem dichten Straßennetz durchzogen. Dazu gehören die portugiesische Nordautobahn A1 von Lissabon nach Porto und die Schnellstraßen IC2 (Itinerário Complementar 2) nach Santa Iria de Azóia und IC17 (Itinerário Complementar 17, bekannt auch Regionaler Innenring Lissabons). Ferner gibt es die Nationalstraße EN10, die Sacavém mit Vila Franca de Xira verbindet, und die EN250, die nach Loures führt.
Bis 1998 hatte Sacavém auch eine direkte Anbindung an den Zweiten Innenring Lissabons (Segunda Circular), diese Verbindung wurde jedoch durch die Errichtung der IC17 und der Ponte Vasco da Gama unterbrochen.
Sacavém ist auch in das Bahnnetz der CP eingebunden. Der Bahnhof Sacavém ist Teil der Linha da Azambuja, welche Porto und Lissabon verbindet, und deren erstes Teilstück bereits seit 1856 in Betrieb ist.
Neben der Bahnanbindung gibt es zahlreiche regionale Buslinien, die durch die Rodoviária de Lisboa betrieben werden. Somit sind neben Lissabon (Stationen Estação do Oriente, Campo Grande und Areeiro/Praça Francisco Sá Carneiro) auch Alverca do Ribatejo, Apelação, Bobadela, Camarate, Catujal, Charneca, Frielas, Loures, Moscavide, Pirescoxe, Portela de Sacavém, Póvoa de Santa Iria, Prior Velho, Santa Iria de Azóia, São João da Talha, Unhos und Via Rara zu erreichen. Gleichzeitig ist man in Verhandlungen mit Carris, dem Betreiber der Stadtbusse Lissabons, über eine Verlängerung jener Stadtbuslinien, die momentan in Moscavide und Portela enden, bis Sacavém. Eine Entscheidung steht hier allerdings noch aus.
Es ist ebenfalls eine Verlängerung der Roten Linie (linha vermelha) der Metro Lissabon bis Moscavide, Portela und Sacavém vorgesehen, aber der Baubeginn steht noch nicht fest.
Zu guter Letzt ist Sacavém weniger als einen Kilometer vom Internationalen Flughafen Lissabons entfernt.

## Persönlichkeiten

### Söhne und Töchter der Stadt
- Padre Baltazar Barreira (1538–1612), Jesuit, Missionar im Königreich N’Gola, später in Guinea, Sierra Leone, und auf den Kapverdischen Inseln, wo er verstarb
- Eduardo Gageiro (* 1935), Fotograf internationalen Formats, Träger des Ordens Ordem do Infante D. Henrique, erhalten von Präsident Jorge Sampaio im Jahr 2004.
- Irene Cruz (* 1943), Schauspielerin, Trägerin des Ordens Ordem do Infante D. Henrique, erhalten von Präsident Jorge Sampaio im Jahr 2002.

### Persönlichkeiten, die in dieser Stadt gewirkt haben
- Prior Filinto Elísio Ramalho (1917–2001), Pfarrer von Sacavém für fast sechzig Jahre (von 1942 bis zu seinem Tod am 1. Dezember 2001), Gründer des Sozialzentrums der Pfarre von Sacavém, welches von den Sacavenensern bis heute Obra do Padre (Werk des Vaters) genannt wird.